# Sebaïne
Sebaine (în arabă سبعين) este o comună din provincia Tiaret, Algeria.
Populația comunei este de 10.763 de locuitori (2008).